# Sammenstyrtningen ved Kværkeby
Sammenstyrtningen ved Kværkeby skete den 22. december 1971. Under støbning af motorvejsbroen til vestmotorvejen over Vestbanen ved Humleore (Kværkeby) brød konstruktionen sammen og sporene blev dækket af størknet beton. Der skete ikke person- eller materielskade, men juletrafikken mellem København og Jylland/Fyn blev hårdt ramt. Trafikken blev i stedet ledt over Lille Syd (Roskilde - Køge - Næstved), men den 23. december blev også denne strækning spærret på grund af Haslev-afsporingen på Haslev Station.
55°27′21.54″N 11°54′51.4″Ø / 55.4559833°N 11.914278°Ø